# Breitenbach-Haut-Rhin
Breitenbach-Haut-Rhin (deutsch Breitenbach im Elsass, elsässisch Braiteba) ist eine französische Gemeinde mit 811 Einwohnern (Stand 1. Januar 2022) im Vallée de Munster im Département Haut-Rhin in der Region Grand Est (bis 2015 Elsass). Breitenbach-Haut-Rhin ist Mitglied des Gemeindeverbandes Vallée de Munster.

## Geografie

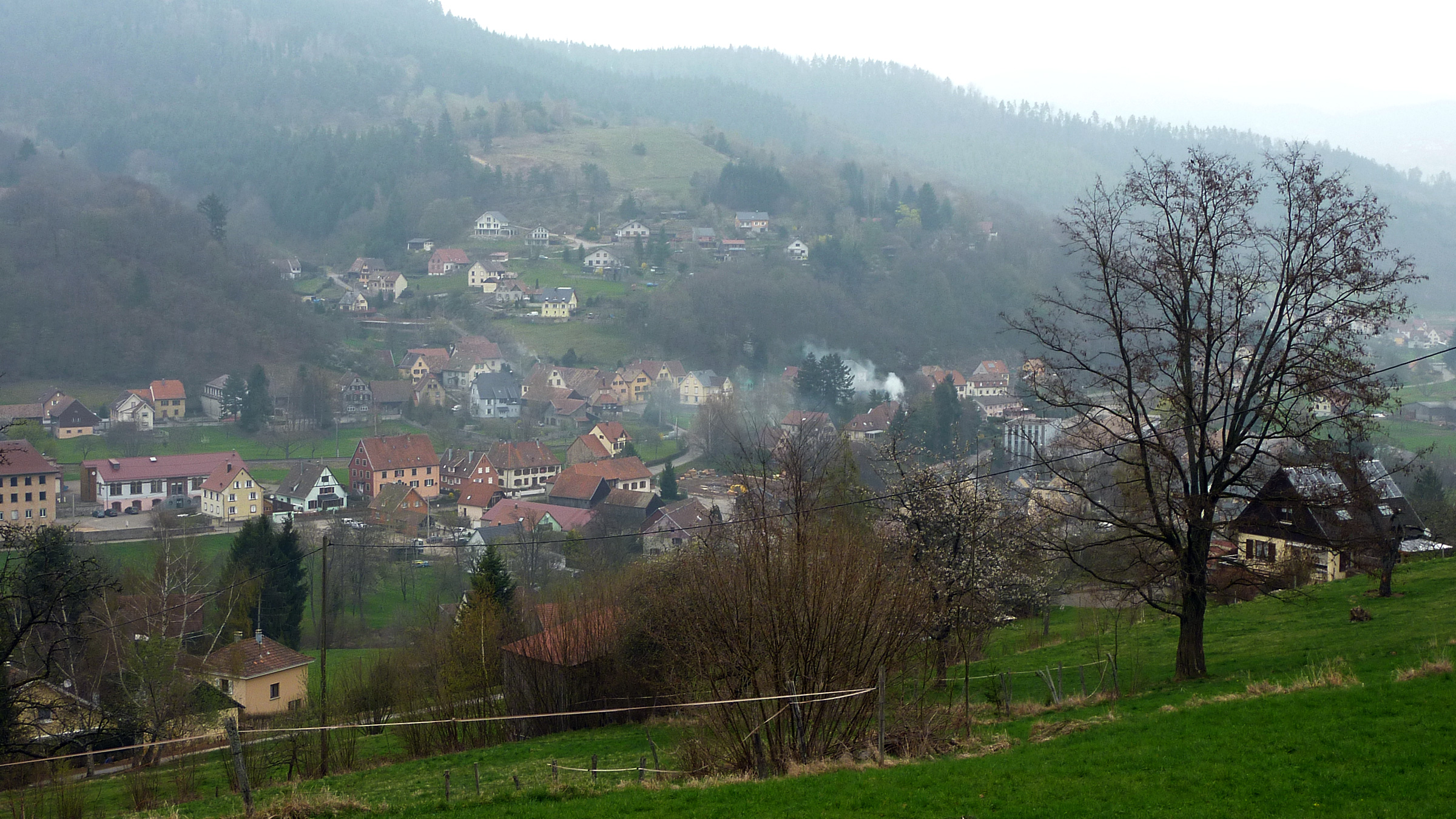
Blick auf Breitenbach

Das umliegende zu den Vogesen gehörende Gebiet ist größtenteils bewaldet und gehört zum Regionalen Naturpark Ballons des Vosges. Südlich des Dorfkerns liegt der Ortsteil Oberbreitenbach. Nach dem östlich gelegenen Colmar sind es etwa 24 Kilometer. Durch das Dorf führt die Départementsstraße D10 sowie die Bahnlinie Colmar–Metzeral.
In Breitenbach befindet sich ein deutscher Soldatenfriedhof, auf dem 3528 gefallene Soldaten aus beiden Weltkriegen bestattet wurden.

## Geschichte
Das erste Mal erwähnt wurde der Ort im 13. Jahrhundert. Während des Ersten Weltkriegs wurde der Ort zu 70 % zerstört, worunter auch das Gemeindearchiv litt. Im Winter 1944/45 wurde das Gebiet von amerikanischen Truppen befreit. Um Colmar kam es zu einer Schlacht um einen Brückenkopf.

### Bevölkerungsentwicklung
| Jahr                       | 1962 | 1968 | 1975 | 1982 | 1990 | 1999 | 2007 | 2019 |
| -------------------------- | ---- | ---- | ---- | ---- | ---- | ---- | ---- | ---- |
| Einwohner                  | 849  | 837  | 862  | 835  | 854  | 879  | 874  | 823  |
| Quellen: Cassini und INSEE |      |      |      |      |      |      |      |      |

## Sehenswürdigkeiten

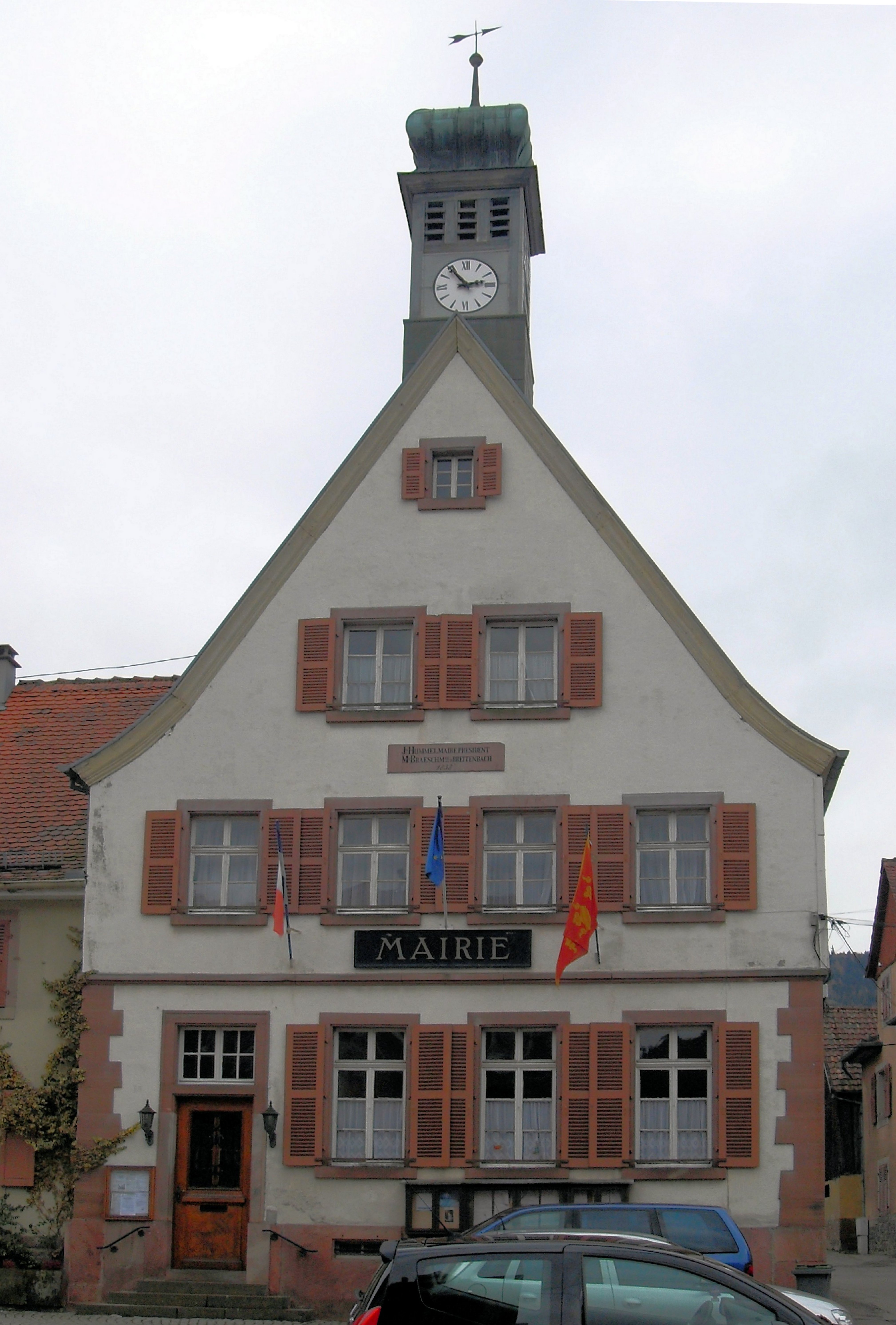
Ehemaliges Rathaus
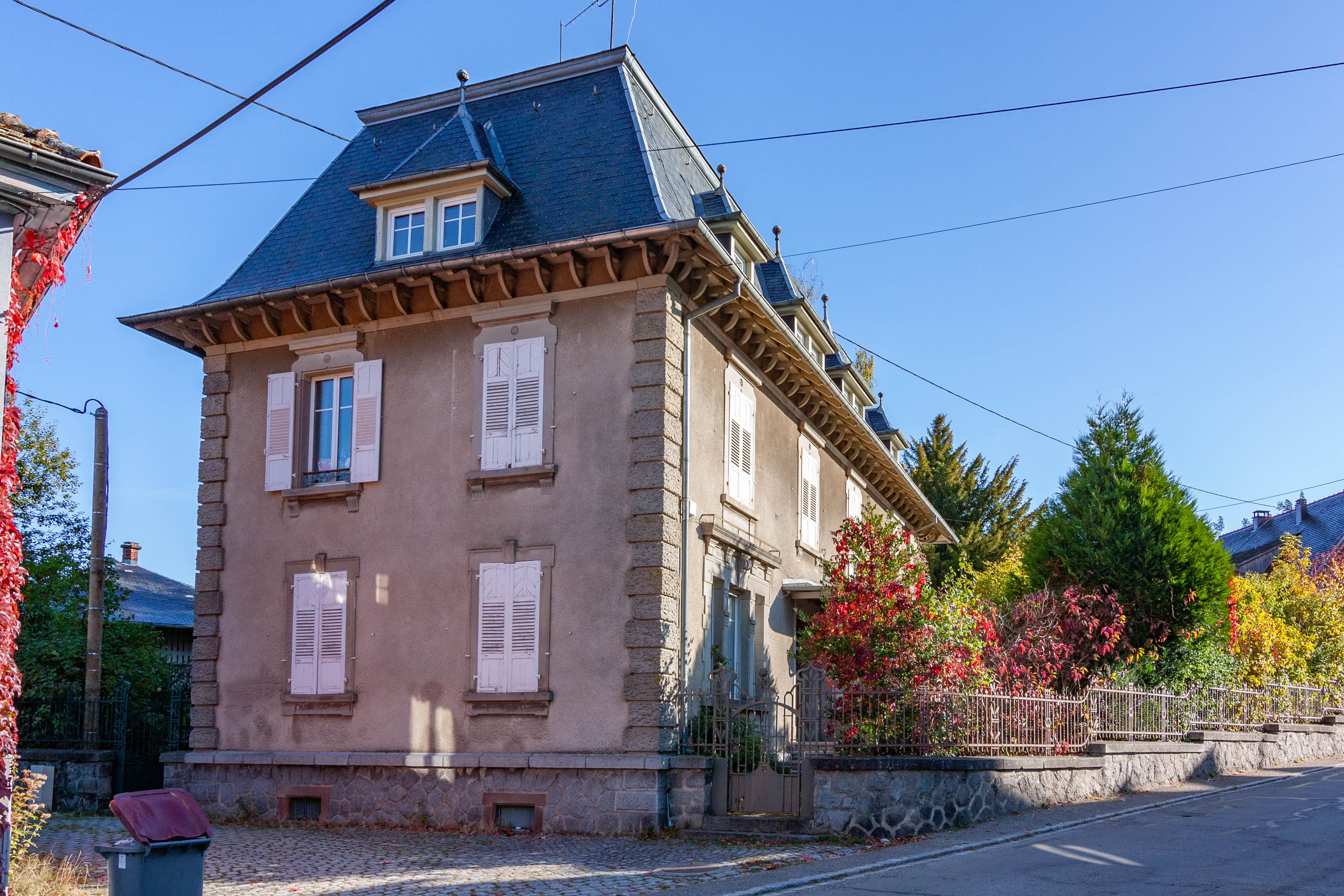
Haus in der Grand Rue
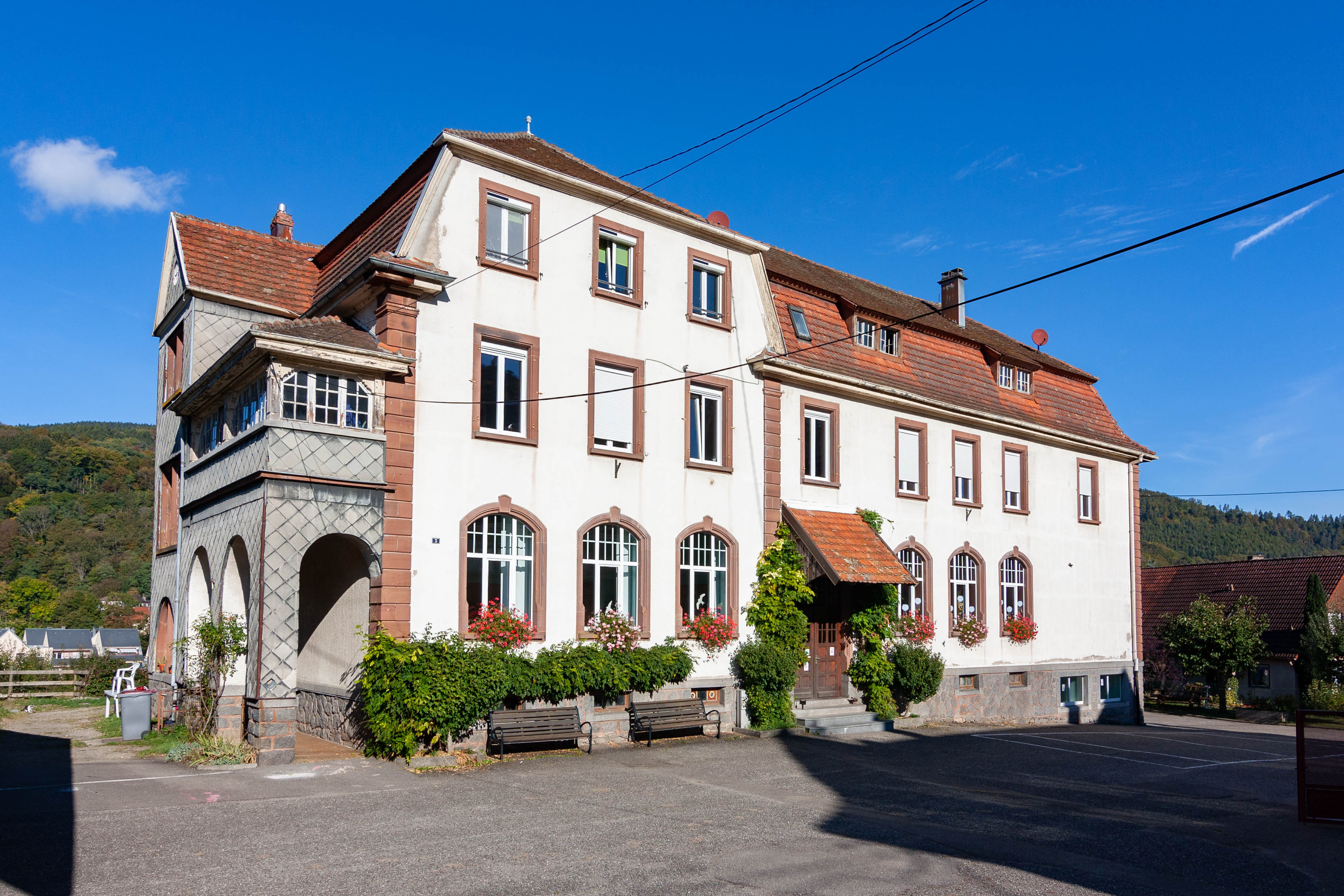
Schule
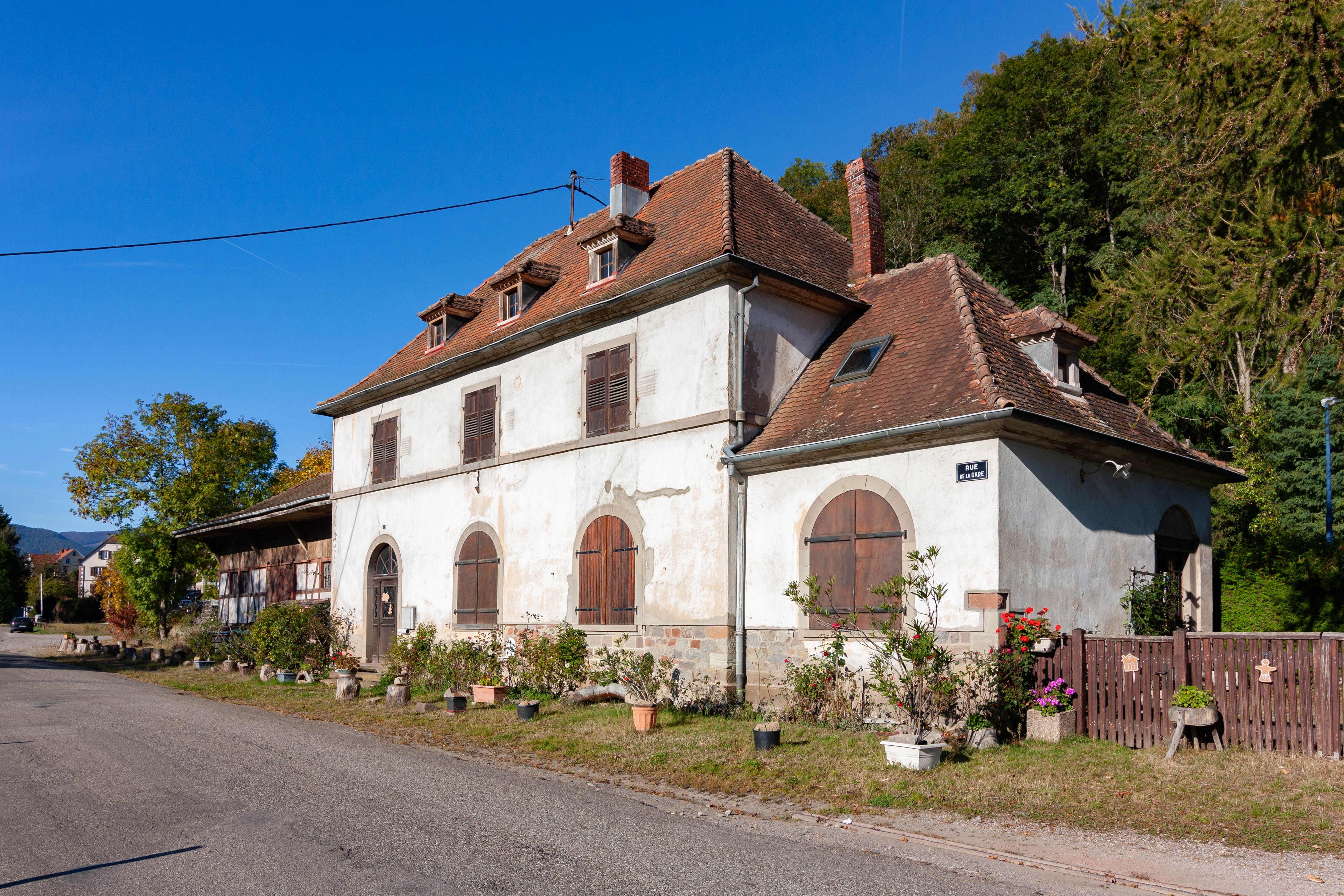
Bahnhof
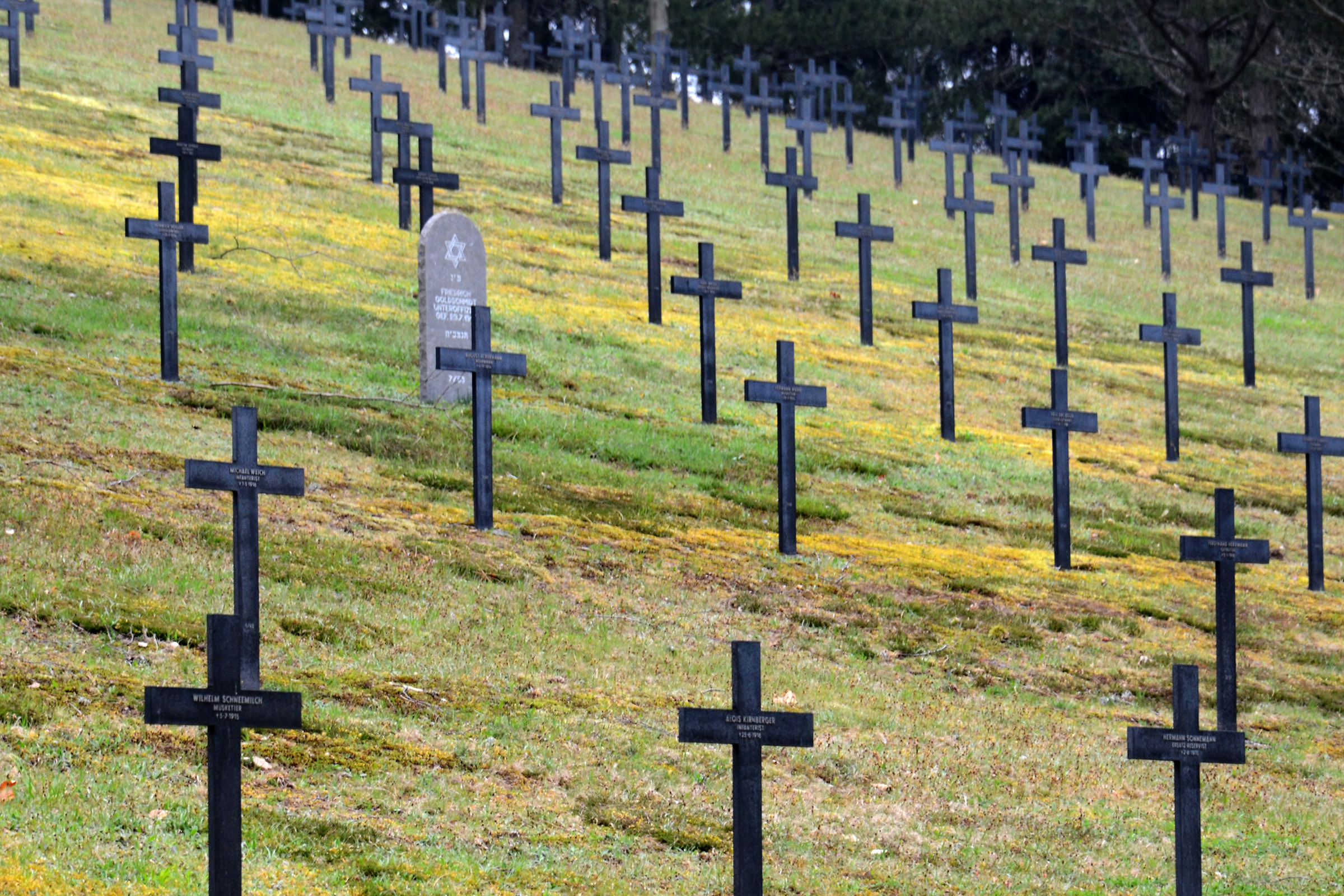
Deutscher Soldatenfriedhof
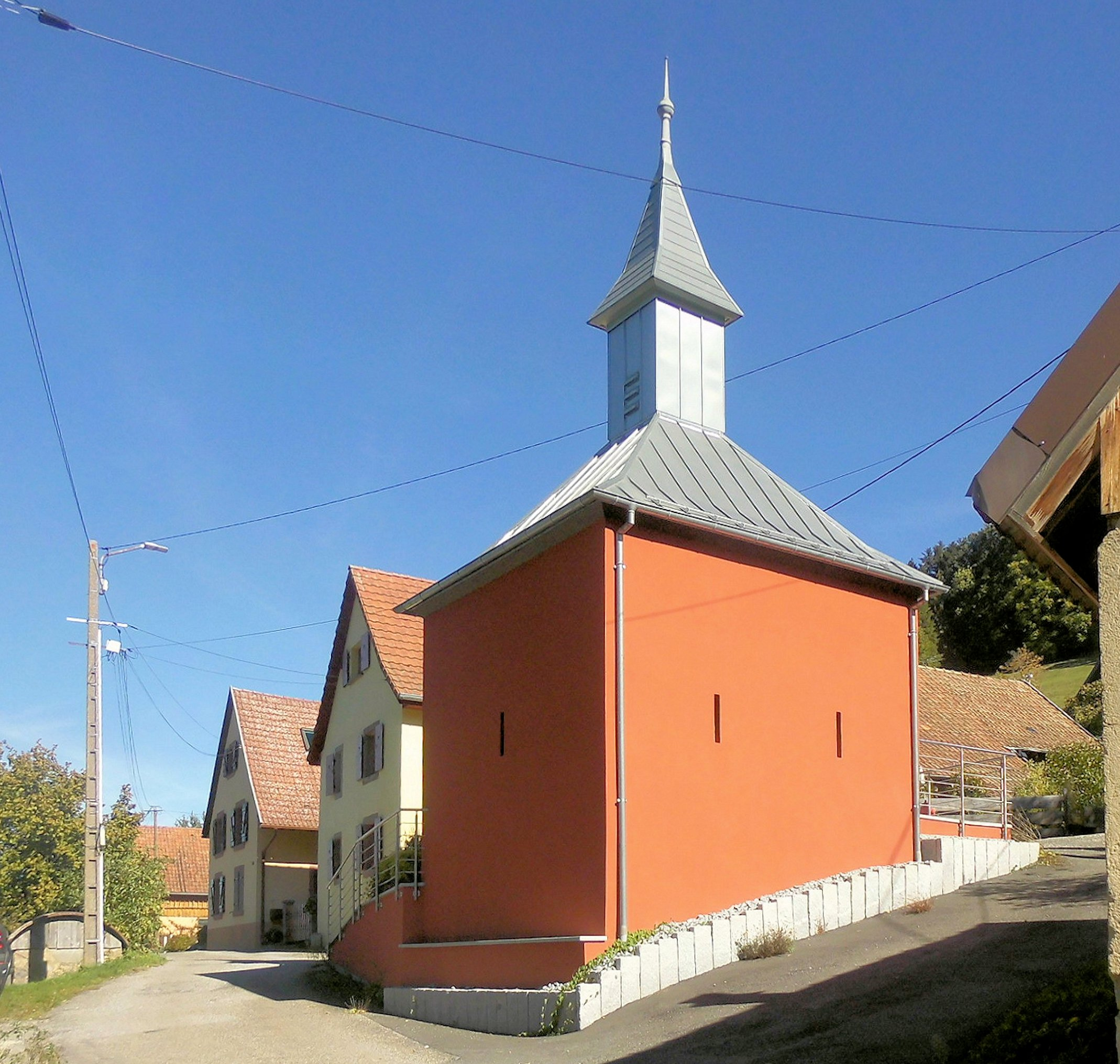
Erzengel-Micharl-Kapelle in Oberbreitenbach